# تپه قلعه بهرام
تپه قلعه بهرام مربوط به دوران‌های تاریخی پس از اسلام است و در شهرستان آق قلا، بخش مرکزی، روستای بهلکه بهرام آخوند واقع شده و این اثر در تاریخ ۲۷ مرداد ۱۳۸۲ با شمارهٔ ثبت ۹۷۴۷ به‌عنوان یکی از آثار ملی ایران به ثبت رسیده‌است.